# Littérature marocaine
 (mai 2023).
Si vous disposez d'ouvrages ou d'articles de référence ou si vous connaissez des sites web de qualité traitant du thème abordé ici, merci de compléter l'article en donnant les références utiles à sa vérifiabilité et en les liant à la section « Notes et références ».
La littérature marocaine désigne ici l'ensemble des productions orales et écrites, au Maroc, à toute époque, en toute langue.
La population marocaine, d'environ 6 millions en 1900, est estimée en 2022 à 37 millions.
La diaspora marocaine y est intégrée, ainsi que les écrivains non marocains qui revendiquent au moins partiellement leur appartenance au monde marocain[réf. nécessaire].

## Antiquité
L'occupation humaine du Maroc est ancienne.
La préhistoire du Maroc reconnaît l’existence de deux cultures ou civilisations préhistoriques en Afrique du Nord, ibéromaurusienne, puis capsienne.
En témoignent les gravures rupestres de divers sites préhistoriques au Maroc, dont : grotte des Pigeons, Aït Ouazik, Figuig, Haut Atlas, vallée du Drâa.

### Légendes gréco-romaines
La mythologie grecque parle des Champs Élysées, mais aussi du fabuleux jardin aux pommes d'or du jardin des Hespérides, nymphes du Couchant, à la limite occidentale du monde, de l'autre côté du détroit de Gibraltar (Colonnes d'Atlas, Colonnes d'Héraclès, Colonnes d'Hercule, Djebel Tarik).
À partir d'Hésiode, les textes parlent d'Îles des Bienheureux (Macaronésie) ou Îles Fortunées, où les âmes vertueuses goûtent un repos parfait après leur mort. On a tenté d'identifier au cours des âges ce lieu mythologique situé aux extrêmes limites du monde avec des îles de la côte atlantique de l'Afrique, dont les Îles Canaries. Il est également question d'Îles Satyrides.
Selon certains, l’emplacement du Jardin des Hespérides pourrait se situer sur la côte atlantique entre Lixus (Larache) et Tanger (Tin iggi, Tingis).

### Histoire pré-romaine
Pour l’histoire des Berbères (langues berbères, groupes ethniques berbères) durant l’Antiquité, on dispose de peu de ressources.
La civilisation carthaginoise (ou punique, 814-146 AEC), d'origine phénicienne, développe un empire ouest-méditerranéen et nord-africain, qui entre tardivement en rivalité avec la République romaine (SPQR) expansionniste.
Le royaume de Numidie (vers 350 jusqu’en 46 AEC) concerne une petite frange au nord-est du Maroc.
Du royaume de Maurétanie, également de culture berbéro-punique, quelques rois sont connus des Romains : Baga, Bocchus, Sosus, Bogud, Bocchus II, dont certains sont lettrés, érudits. Juba II, roi berbère de la Numidie, pendant presque 50 ans (de -25 à + 23) est célébré par plusieurs auteurs latins.

### Présence romaine
La Maurétanie antique, pour les Romains, est le territoire peuplé de Maures (Imuriyen) ou Mauri, partie du grand groupe des Libyens anciens ou Berbères, parlant des langues berbères.
L’Afrique romaine, dans la région, correspond à la Maurétanie tingitane.
Rome s'appuie en grande partie sur le réseau des villes fondées par les rois berbéro-puniques (Tanger (Tingis), Arzila, Azemmour, Ceuta (Septem), Chellah (Rabat), Lixus, Melilla (Rusadir), Essaouira (Mogador), Sala, Tamuda (Tétouan) et Volubilis) : liste des villes au Maroc fondées par les Phéniciens.
La présence romaine est marquée par la fondation d'une série de colonies de vétérans et de villes (Banasa, Julia Valentina, Iulia Constantia Zilil, Iulia Campestris Babba (en)), de forts (Tocolsida (en)) et de ports (Thamusida).
La romanisation relative peut se lire : Table de Peutinger, Itinéraire d'Antonin, Voies romaines en Afrique du Nord, Systèmes défensifs de l'Afrique romaine, Tabula Banasitana, Édit de Banasa, Histoire des Canaries...
Les martyres de Marcel le Centurion et de Cassien de Tingis, à Tanger, en 298, témoignent d’une christianisation partielle des populations romaines ou romanisées.

### Antiquité tardive
De la période du royaume vandale (435-534), il ne reste pas d’information significative dans le domaine littéraire.
La population romano-africaine concerne au Maroc de petites zones du territoire, où on parle encore un certain temps le roman africain, correspondant à peu près à la zone d'influence de l'exarchat de Carthage (591–698), d'obédience byzantine, la zone Tanger-Tétouan-Al Hoceïma.
Le reste du Maghreb (Algérie et Tunisie) connaît par contre divers royaumes berbères (romanisés, parfois chrétiens) dont le royaume des Maures et des Romains (429–578) puis le royaume d'Altava (578–708), mais aussi celui du Ouarsenis (Tiaret), du Hodna, des Némenchas, des Aurès, de Capsa, de Thala.

## Moyen Âge européen:Âge d'or de l'Islam
La civilisation islamique et la culture islamique sont à leur apogée au moment du Moyen Âge en Occident : architecture islamique, arts de l'Islam, motifs décoratifs de l'art islamique musique arabo-andalouse, littérature de langue arabe, poésie arabe, rhétorique arabe, critique arabe classique.
L’Islam se proclame religion du livre (et de la révélation), d’où l’importance de l’écriture de l'arabe (arabisation, arabe maghrébin, berbère arabisé, école coranique) et de l’évolution des styles calligraphiques arabes, à usage religieux ou administratif.
L’Islam s'affirme aussi religion de la connaissance, théorique et appliquée : sciences arabes, astronomie arabe, alchimie en Islam, philosophie islamique, système juridique islamique, techniques arabes au Moyen Âge, céramique islamique, art du métal islamique, verre islamique, médecine arabe au Moyen Âge…
Le Maroc participe à cet essor, qui par contrecoup profite à l'Europe occidentale : Moyen Âge central, Traductions latines du XIIe siècle, Renaissance du XIIe siècle, à l'époque même des croisades au Levant.
L'esclavage dans le monde musulman est également une réalité, d'abord économique, que l'islam n'a pas inventée, mais réinterprétée dans une nouvelle économie-monde. L'esclavage dans l'Antiquité est aussi une réalité multiforme assez générale, sur tous les continents.
La Côte des Barbaresques désigne, pour les Européens, vers 1500, les côtes (principalement) méditerranéennes de l'Afrique du Nord, sous domination ottomane ou non. Les Barbaresques désignent les pirates et corsaires musulmans maghrébins et ottomans opérant depuis l'Afrique du Nord, basés principalement dans les ports d'Alger, Tunis, Tripoli, et Salé (Maroc), et se livrant entre autres à la traite des êtres humains, ou traite des esclaves de Barbarie : traite orientale, razzias en Europe, esclavage dans le monde musulman, esclavage en Tunisie. Les guerres barbaresques (1801-1815) y trouvent leur principale origine.

### Conquête musulmane du Maghreb (647-709)
La conquête musulmane du Maghreb (647-709) est progressive, et rencontre des résistances, dont la grande révolte berbère (739-743) contre le califat omeyyade (de Damas). Une certaine arabisation accompagne l'islamisation.
Aux VIIIe et IXe siècles, trois dynasties s'installent au Maghreb : les Aghlabides sunnites de Kairouan, les Idrissides zaïdites de Fès et les Rostémides Ibadites de Tahert (Tagdemt, Tiaret).
L’imamat rostémide de Tiaret (761-909) est le premier État berbère du Maghreb central de la période islamique, à être indépendant de l'Orient arabe.
Le christianisme berbère (tardif) ne semble pas concerner le Maroc, mais seulement l’Algérie voisine, avec le Royaume des Maures et des Romains (428-578), le Royaume d'Altava (578-708), et certaines survivances jusqu’au XIIe siècle av. J.-C.
Le royaume wisigoth (418-720) d’Hispanie (péninsule ibérique, Espagne), après trois siècles d’existence, s’affaiblit.
La conquête musulmane de la péninsule Ibérique (711-726), pour le compte du Califat omeyyade, s’effectue d’abord sous la direction du général Tariq ibn Ziyad, avec une armée composée presque exclusivement de Berbères, ensuite renforcé par l’armée arabe dirigée par Moussa Ibn Noçaïr, qui devient le premier Wali d'al-Andalus.
L’Histoire d'al-Andalus (711-1492) et celle du Maroc sont mêlées, imbriquées.
Le Maroc participe au monde du Califat islamique : Califat fatimide (909-1171), et surtout Califat de Cordoue (929-1031) (Omeyyades de Cordoue). Et des sciences et techniques en al-Andalus, dans la mesure où de nombreux savants et écrivains andalous sont appelés à résider et travailler au Maroc : Sciences arabes, Maison de la sagesse (Fès). Cela vaut également pour le morcellement de l’époque des taïfas (1031-1212), le déclin de l’Espagne maure, et l’achèvement de la Reconquista (722-1492). Le repli de diverses populations s’effectue à la chute de Grenade en 1492, et en 1609 avec l'expulsion des Morisques, et leur exil vers le Maghreb, avec installation pour une partie au Maroc.

### Idrissides (789-985)
Sous les Idrissides, la calligraphie traditionnelle coufique évolue vers un style propre : la calligraphie dite maghribî (écriture maghrébine) atteint sa plénitude au XIe siècle av. J.-C. L'art de l'enluminure va également connaitre un beau développement avec la miniature arabe (calligraphie arabe, calligraphie dans le monde islamique).
Un groupement de tribus berbères Berghouata s’institue en royaume, entre Safi et Salé, islamisé ("Quran of Salih"), dirigé par Tarif al-Matghari (-744), qui se présente comme un nouveau prophète.
La dynastie fonde à Fès en 859 ce qui va devenir l’Université Al Quaraouiyine, un véritable centre culturel.
La poursuite et l’approfondissement du commerce transsaharien entraîne le début de l’islamisation de l’Afrique de l’Ouest.
Le meilleur exemple de la littérature judéo-marocaine (histoire des Juifs au Maroc) est Juda ibn Quraysh, de Tiaret, ayant sans doute rejoint la communauté juive de Kairouan, en contact avec le marchand voyageur Eldad ha-Dani, et dont l’œuvre principale, rédigée en arabe, est la Risāla (Lettre / épître), adressée à la communauté juive de Fès dans le second quart du Xe siècle. Le judéo-marocain ou judéo-arabe, variante de l'arabe dialectal maghrébin, est la langue de la littérature rabbinique. Le judéo-espagnol ou haketia, utilisé au Nord du Maroc, est le fait des descendants des Juifs expulsés d'Espagne vers 1492. Il a existé enfin un judéo-berbère, langage des Juifs berbères (Souss, Atlas), à peu près disparu dans les années 1950-1970.
Parmi les écrits arabes, ceux de Abu Imran al-Fasi (en) (974-1039), professeur marocain de droit malékite à Kairouan, influencent Yahya ben Ibrahim (?-1048) et Abdellah ben Yassin (?-1059), fondateurs de la dynastie des Almoravides
L’expansion de l'islam favorise la navigation, le commerce. Ainsi de se développe le genre des livres de voyages, de routes, de royaumes… Parmi eux, s’appuyant sur les travaux de Muhammad ibn Yūsuf al-Warrāq (904-973)(Sur la topographie de l'Afrique du Nord) et Ibrahim ibn Ya'qub (912-962), explorateur, commerçant, espagnol, Al-Bakri (1014-1094), de Cordoue, géographe, historien, est l’auteur du Livre des routes et royaumes (1067-1068), concernant en partie l’Afrique du Nord

### Almoravides (1040-1147)
La dynastie des Almoravides (1040-1147) est aussi connue comme Murabitun.
La littérature marocaine (en arabe) connaît son premier épanouissement à l'époque de la dynastie almoravide, d’abord dans les quatre grands centres urbains : Assilah, Basra, Ceuta, Tanger.
Deux écrivains se distinguent :
- Cadi Ayyad (Ayyad ben Moussa, Al Qâdî 'Iyâd Ibn Mûsâ Al Yahsûbî) (1083-1149), affilié à l'école juridique malikite et à l'école théologique ash'arite, Al-I’lâm bi Houdoûdi wa Qawâ’idi l-Islâm, un des Sept saints de Marrakech,
- Ibn Bajja (Abu Bakr Mohammed ben Yahya ben as-Sayegh, Avempace) (1080-1138), philosophe, médecin, astronome, musicien, poète, disciple d’Avenzoar.

L’union des trois grandes tribus berbères (Sanhadja, Zénètes, Masmouda) permet la conquête almoravide d'al-Andalus (1086-1142). À partir de 1086, le Maroc et Al-Andalus, avec leur riche tradition omeyyade, forment un État et les sultans almoravides stimulent la culture. Les Omeyyades (de Cordoue) instaurent une convivencia à Al Andalous. C’est aussi l’âge d'or de la culture juive en Espagne, avant l’arrivée des Almohades.
Les quatre grands poètes andalous sont Al-Tutili (en) (-1026), Ibn Baqi (en) (-1045c), Ibn Khafadja (1058-1138), Ibn Sahl de Séville (1212-1251), auxquels on peut joindre Ibn Quzman (1078-1160) (de Cordoue).
Leur poésie, de type mouachah et zadjal, peut se consulter dans les anthologies :
- Kharidat al-qasr wa-jaridat al-asr[1], de Imad al-Din al-Isfahani,
- Mujam as-Sifr, de Abu Tahir al-Silafi (en) (1079-1180),
- al-Motrib min Ashaar Ahl al-Maghrib, de Ibn Dihya al-Kalby (en) (1150-1235).

Ibn Bassam (1084-1147), historien et poète, donne un bon résumé de la période dans sa Dhakhîra  (Kitâb al-Dhakhîra fî mahâsin ahl al-Jazîra, Trésor des mérites des habitants de la péninsule [ibérique], 1100-1110), livre dédié à l’émir Youssef ben Tachfine (1008-1106), premier sultan de la dynastie berbère des Almoravides et fondateur de Marrakech.

### Almohades (1121-1269)
La brève dynastie des Almohades (1121/1142-1269) s’établit sur des choix politico-religieux. Ibn Toumert (1080-1130), mahdi almohade, réformateur berbère musulman, traduit le Coran en amazight, E'az Ma Yutlab (manuscrit de 1183), instaure un almohadisme, contre le malikisme des Almoravides, en reprenant divers courants de philosophie islamique, dont le mutazilisme. Abd al-Mumin (calife) (1094-1163), son disciple, est le fondateur et premier calife de la dynastie des Almohades.
Le dynamisme almohade au Maroc se complique avec la conquête almohade d'al-Andalus (1147-1212), qui commence bien, mais s’achève par le front commun des royaumes chrétiens, la perte du contrôle de la Méditerranée, et la réduction de la présence arabo-mauresque en Espagne au seul royaume de Grenade (1238-1492).
Parmi les réalisations à Marrakech : la Mosquée Koutoubia (1120-1196), Mosquée Moulay El Yazid (Mosquée aux pommes d’or) (1185-1190).
Ces deux centres d’enseignement, de formation et de recherche en philosophie islamique et en sciences et techniques, comprennent bibliothèques et librairies, centralisent les manuscrits (et leur reproduction), attirent d’Andalousie de nombreux philosophes, savants, chercheurs, et poètes, dont Hafsa bint al-Hayy al-Rakuniyya, Averroès, Ibn Tufayl, Ibn Amira, Ibn al-Abbar.
Parmi les auteurs notables :
- Abou Madyane (1126-1198), ou Sidi Boumediène, professeur, poète, introducteur du soufisme en Afrique du Nord,
- Abu al-Abbas as-Sabti (Sidi Bel Abbès, 1129-1204), dont la Zaouia de Sidi Bel Abbès honore la mémoire,
- Mohammed ibn Qasim al-Tamimi (en) (1140-1208), historien, biographe, en arabe marocain,
- Abu al-Baqa al-Rundi (1204-1285), poète andalou.

Por mémoire : Franciscains martyrs du Maroc (en 1220), honorés dans l'Église des Saints-Martyrs de Marrakech (1928).

### Mérinides (1244-1465)
Les Mérinides (1244-1465) lèguent un nombre important de monuments historiques au Maroc, majoritairement dans leur capitale, Fès, mais aussi dans des villes comme Salé, Meknès et Taza, ou en Algérie, à Tlemcen avec la mosquée Sidi Boumedienne.
Ils fondent également Fès Jdid, l'Athènes de l'Afrique, la reine du Maghreb et la Bagdad du Maghreb, avec construction d’un palais (Palais royal (Fès)) et de plusieurs mosquées.
L’époque mérinide est celle des médersas, construites en grand nombre. La médersa des Dinandiers (1320) ou Seffarin est la première construite par les Mérinides. Une autre est la médersa Bou Inania de Fès (1350-1355).
Un des livres de prière réputés du monde musulman est le Dala'il al-Khayrat (en), de Mohammed Ben Slimane al-Jazouli (1404-1465), chleuh soufi, fondateur de la confrérie al-Jazūliyyatt, l'un des sept saints de Marrakech, et autour de la sépulture duquel s'est constituée la zaouïa de Sidi Ben Slimane al-Jazouli.
Parmi les écrivains importants de l’époque :
- Ibn Battûta (1304-1368), voyageur-géographe, Rihla (Voyages),
- Ibn Juzayy (1321-1357), voyageur-géographe.

Parmi les poètes :
- Abu al-Baqa al-Rundi (1204-1285), poète andalou, Ritha' al-Andalus (en) (Oraison funèbre de l’Andalousie) (1267),
- Abdelaziz al-Malzuzi (en) (-1298),
- Malik ibn al-Murahhal (en) (1207-1299),
- Al-Kafif az-Zarhuni (en) (-1348), en arabe marocain,
- Ibn Abbad al-Rundi (en) (1333-1390),
- Ibn Zamrak (1333-1393).

Parmi les historiens :
- Ibn al-Khatib (1313-1374),
- Ismail ibn el-Ahmar (1325-1405),
- Ibn Idhari, Al-Bayan al-Mughrib (arabe : البيان المغرب)  (Kitāb al-bayān al-mughrib fī ākhbār mulūk al-andalus wa'l-maghrib) (1312).

### Autres
Du Maroc portugais (1415-1769) et de la dynastie des Wattassides (1472-1554), il ne semble pas que la littérature ait trop été significative.

## Époque moderne (XVIe–XVIIIesiècle)

### Saadiens (1509-1649)
La dynastie des Saadiens ou Zaydanides (1509-1649, ou 1554-1636), doit faire face à un nouvel ennemi, la Régence d'Alger (1516-1830), intégrée dans l’Empire ottoman (1299-1922).
C'est aussi l'époque des Échelles de Barbarie (comptoirs commerciaux européens en terre d'islam (en Afrique du Nord)), dont Salé, Safi, Mogador, Agadir et Fès sont parmi les principales au Maroc.
Les grands noms en littérature sont :
- Abderrahman El Mejdoub (1504-1569), poète, soufi, populaire,
- Abd el-Ouahed ben Messaoud (-1558), premier secrétaire d’Al-Mansour,
- Ahmed al-Mansour (1549-1603), sultan, poète,
- Abd al-Aziz al-Fichtali (1549-1621), secrétaire d’État, poète,
- Ahmad Ibn al-Qadi (1552-1616), polygraphe, biographe, poète,
- Al-Masfiwi (en) (actif vers 1600), poète,
- Al Maqqari (1577-1632), historien...

### Alaouites (depuis 1631)
La dynastie alaouite dirige le Maroc depuis 1631. Après la pacification et la réunification du Maroc, le Makhzen est rétabli, avec Ismaïl ben Chérif (Moulay Ismaël, 1645-1727). Le pays connaît de nombreuses difficultés, avant même de subir la pression coloniale (Espagne, France, Allemagne).
Les grands noms des débuts de la dynastie, en littérature, sont :
- Ahmed ibn Nasir (en) (1647-1717), écrivain-voyageur, soufi, de la zaouïa Naciria,
- Mohamed el saghir el Ifrini (1669-1744), historien,
- Muhammad Awzal (1670-1748), poète, chleuh,
- Mohammed ibn al-Talib al-Tawudi ibn Suda (1700–1795),
- Hammou Talb (1706-1789) (Sidi Hammou), surnommé Bab n Umarg (maitre de la poésie), poète, chleuh,
- Mohammed al-Qadiri (en) (1712-1773), historien, chroniqueur,
- Sulayman al-Hawwat (1747–1816), biographe,
- Muhammad al-Arabi al-Darqawi (1760-1823), dit Moulay Larbi Derkaoui, religieux, soufi, à l’origine de la Derkaouiyya,
- Ahmad ibn Idris (al Fasi) (1760-1837), religieux, soufi, juriste...

## Époque contemporaine (XIXe–XXIesiècle)
La littérature marocaine de langue française trouve son origine dans les relations entre la France et le Maroc. Pour cela aussi, les archives nationales marocaines et françaises sont de bonnes sources.
De même, la littérature marocaine de langue espagnole a pour origine les longues relations entre l'Espagne et le Maroc : Afrique espagnole (1505-1577), Sahara occidental (1884-1976), Plazas de soberanía (jusqu'au présent).
La présence allemande au Maroc (ou les relations entre l'Allemagne et le Maroc) explique l’introduction de la langue allemande au Maroc.

### XIXesiècle
Parmi les personnalités dans le domaine des lettres :
- Mardochée Aby Serour (1826-1886), rabbin, explorateur, correspondant de la Société de géographie, guide de Charles de Foucauld au Maroc,
- Ahmad ibn Khalid al-Nasiri (1835-1897, An Naciri), grand historien, Al-Istiqsa (1894),
- Al-Kattānī (1858-1927), soufi, intellectuel, juriste, nationaliste (contre le colonialisme français), panislamiste,
- Ahmad ibn Hamdun ibn al-Hajj (-1898)...

### Premier20esiècle
Les grandes lignes fortes de cette période sont présentées ailleurs : Maroc précolonial (1890-1912), Crise de Tanger (1905), Conférence d'Algésiras (1906), Campagne du Maroc (1907-1937), Coup d'Agadir (1911), Traité de Fès (1912), Protectorat français au Maroc (1912-1956), Protectorat espagnol au Maroc (1912-1956), Guerre des Zayans (1914-1921), Guerre du Rif (1921-1927), République du Rif (1921-1926), Dahir berbère (1930), Manifeste de l'indépendance (1944)...
Une littérature coloniale française au Maroc a existé, forte d'environ 543 livres, dont 300 relèvent du roman colonial (littérature maghrébine francophone).
Parmi les Français qui ont participé à l’histoire du Maroc figurent évidemment :
- Hubert Lyautey (1854-1934), officier, premier résident français, académicien,
- Maurice Le Glay (1868-1936), officier, contrôleur civil,
- Léopold Justinard (1878-1959), le capitaine chleuh, linguiste,
- Albert Peyriguère (1883-1959), prêtre catholique, ermite, ethnologue,
- François Bonjean (1884-1963), enseignant,
- Charles-André Poissonnier (1897-1938), prêtre catholique, ermite.

La presse au Maroc a été et reste très partiellement francophone : presse écrite en français au Maroc.
Le compositeur et écrivain américain Paul Bowles (1910-1999), qui a vécu la moitié de sa vie au Maroc, est longtemps au centre d'une communauté cosmopolite, européenne et américaine, anglophone, en résidence temporaire ou non, principalement à Tanger. Parmi ses nombreux livres (romans, nouvelles, récits de voyage), Un thé au Sahara (1949).
Parmi les Marocains, les écrivains notables sont :
- Abdelkrim el-Khattabi (1882-1963) (Abdelkrim, Moulay Mohand), résistant au colonialisme,
- Mohammed Ben Brahim (1897-1955), poète,
- Mohamed Mokhtar Soussi (1900–1963), ouléma, nationaliste,
- Mohammed Daoud (en) (1901-1984), romancier, historien, nationaliste,
- Abdellah Guennoun (1908-1989), érudit, théologien, politique, essayiste, nationaliste, associatif, pédagogue,
- Allal El Fassi (1910–1974), politique, nationaliste,
- Ahmed Sefrioui (1915-2004), nouvelliste, romancier, dit le Loti marocain, Le Chapelet d’ambre (1949), La Boîte à merveilles (1954),
- Abdelkrim Ghallab (1919-2017), journaliste, nouvelliste, romancier, politique, Le Passé enterré (1990),
- Malika El Fassi (1919-2007), journaliste, dramaturge, musicienne, politique, indépendantiste,
- Mohamed El Habib El Forkani (1922-2008), poète, historien, romancier, politique…

### Second20esiècle
Au Maroc, comme dans la diaspora marocaine, les écrivains, généralement plurilingues, s’expriment dans telle langue particulière, souvent sans exclusive.

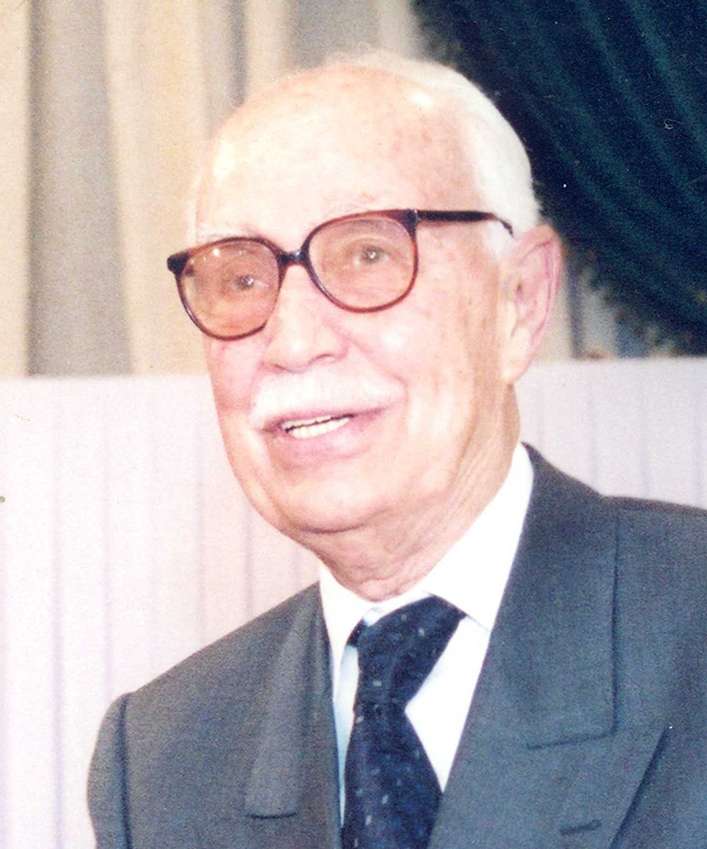
Abdelkrim Ghallab
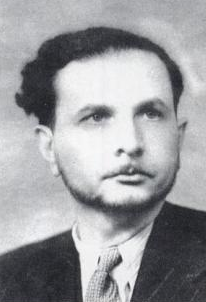
Allal El Fassi
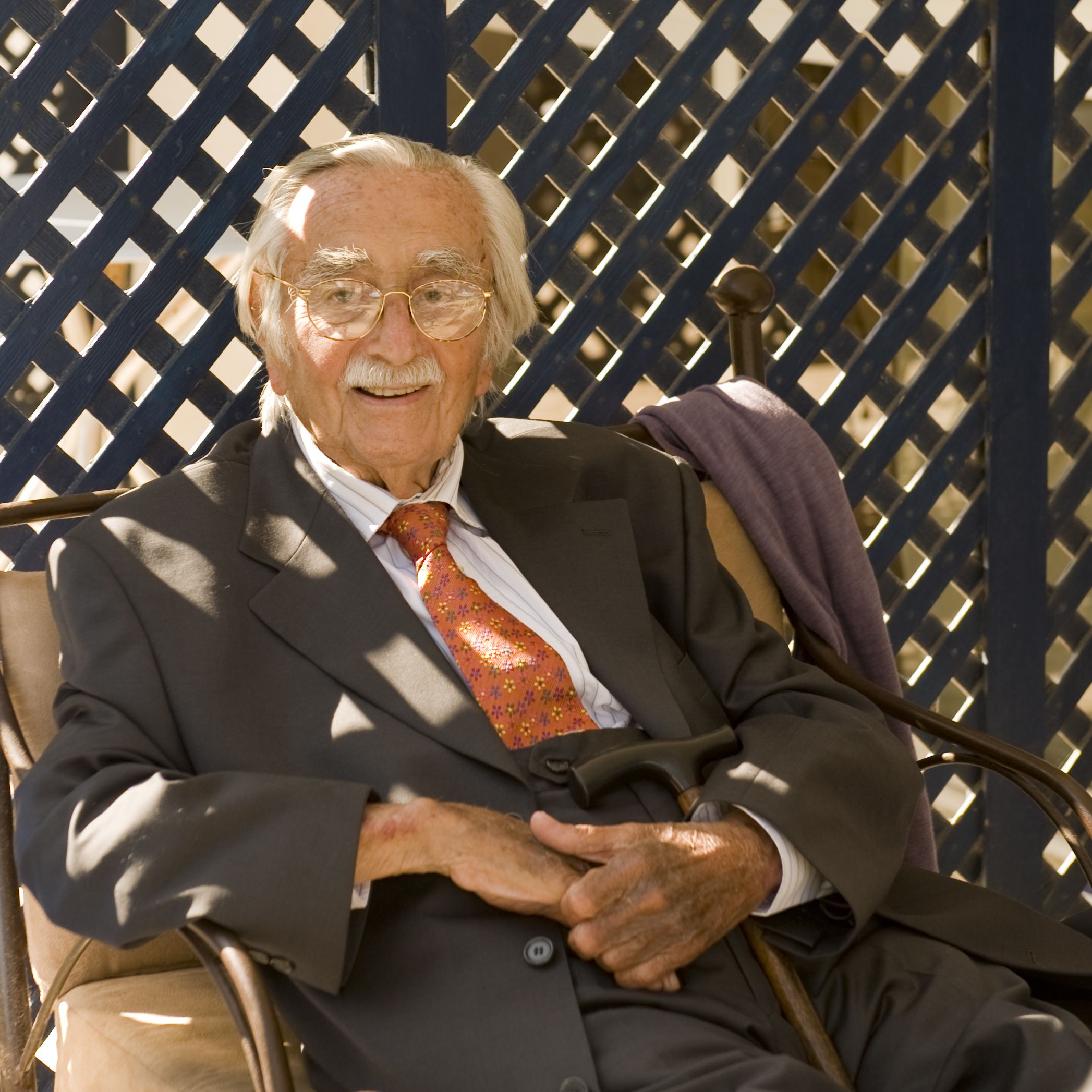
Edmond Amran El Maleh (1917-2010)
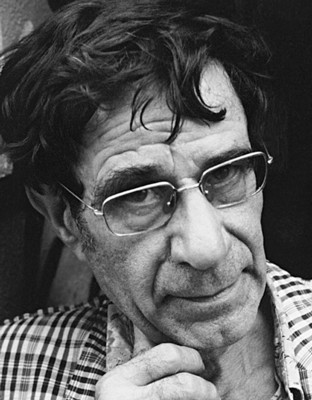
Driss Chraïbi (1926-2007)

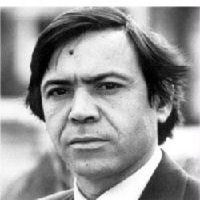
Mohammed Khaïr-Eddine (1941-1995)
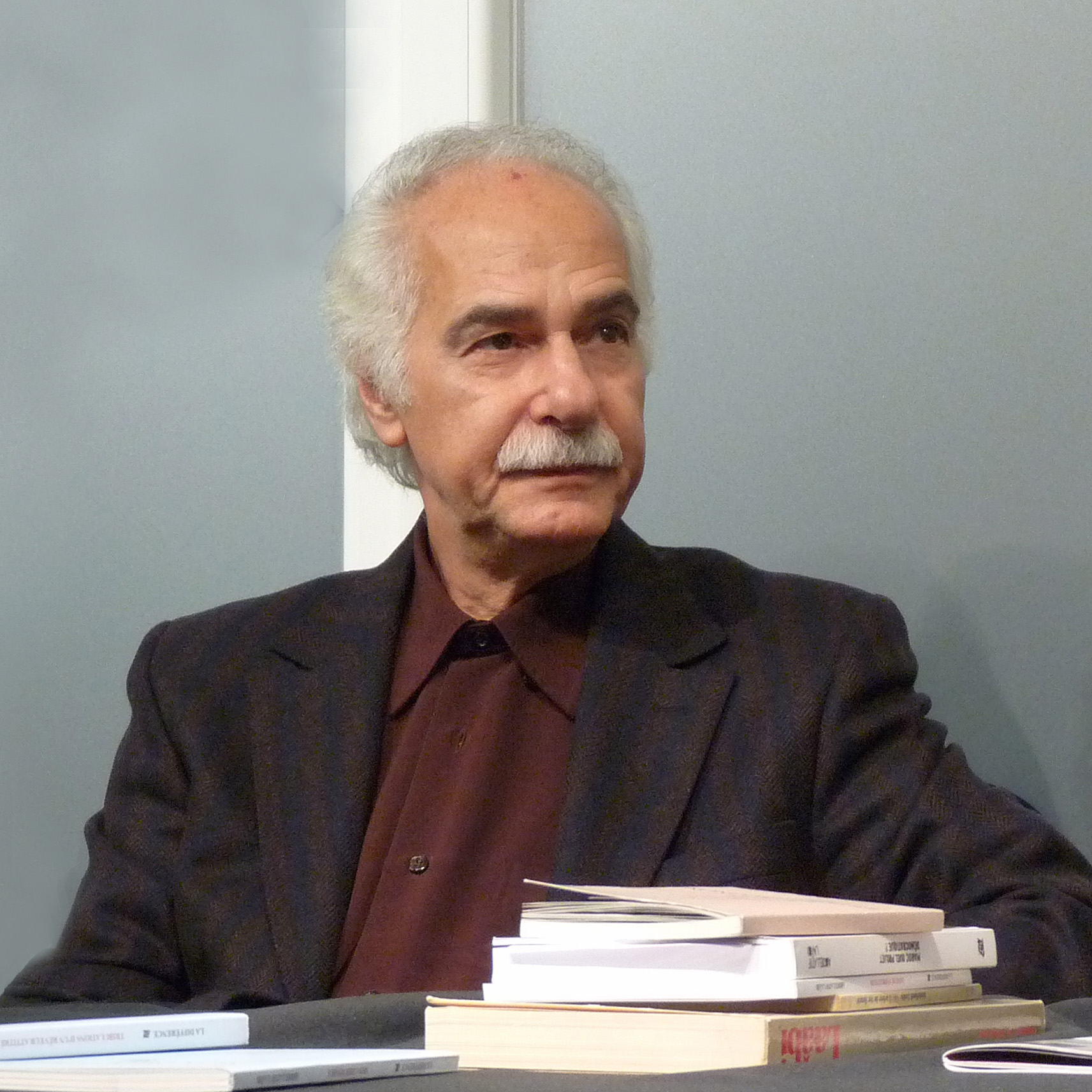
Abdellatif Laâbi (1942-)
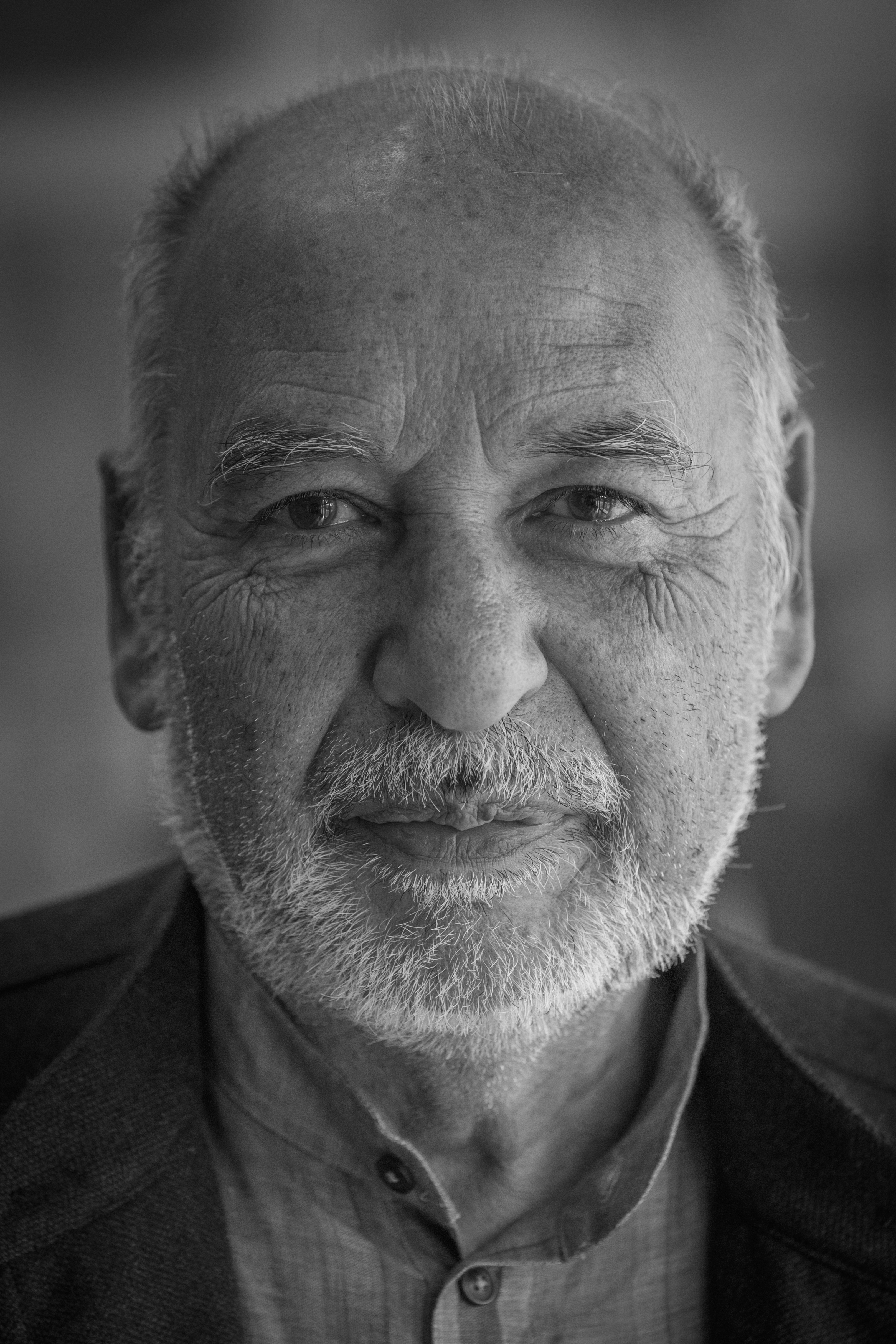
Tahar Ben Jelloun (1944-)

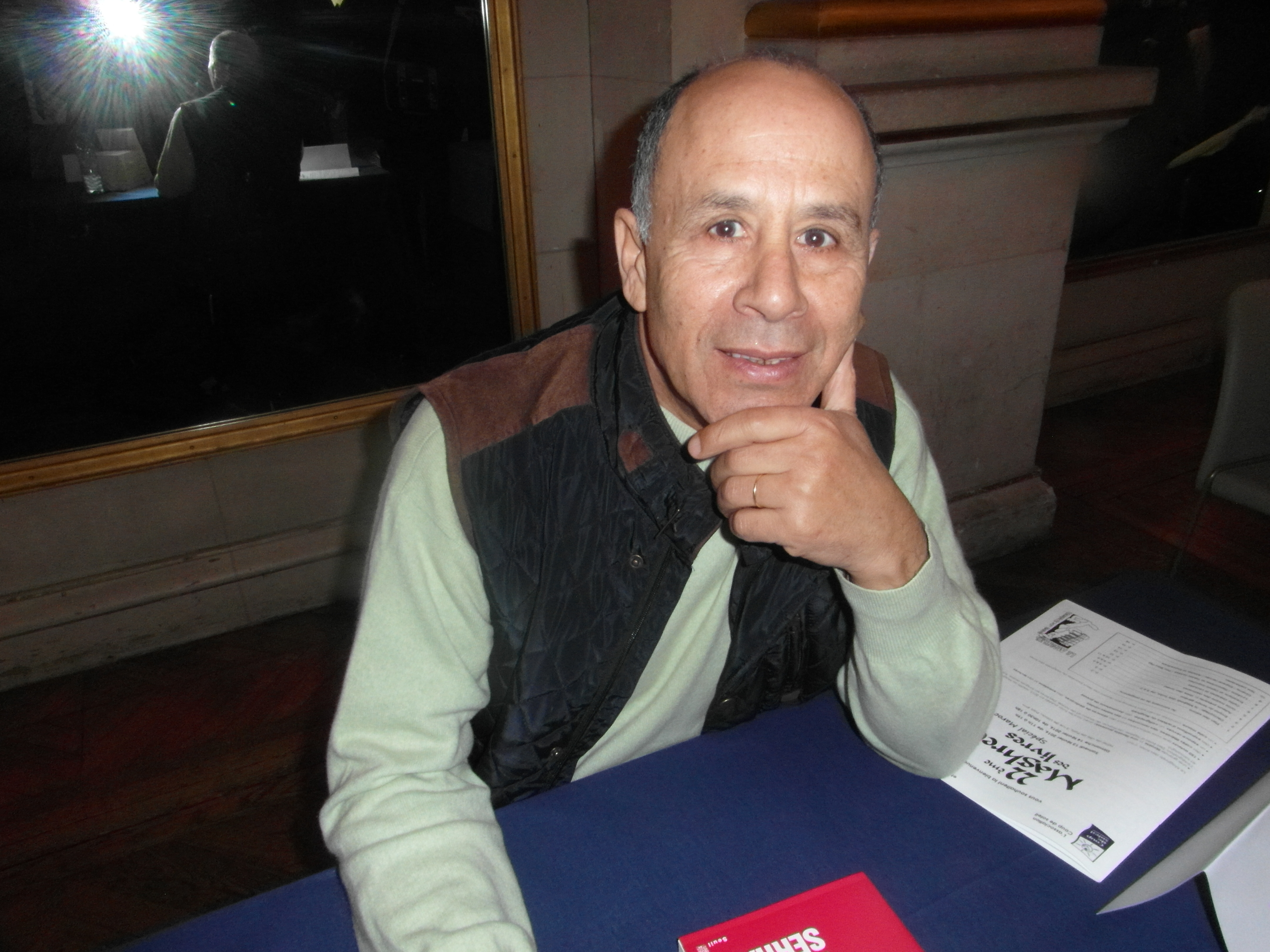
Abdelhak Serhane (1950-)
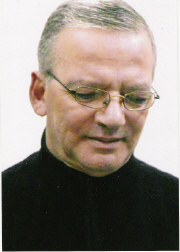
Abdelouahid Bennani (1958-)
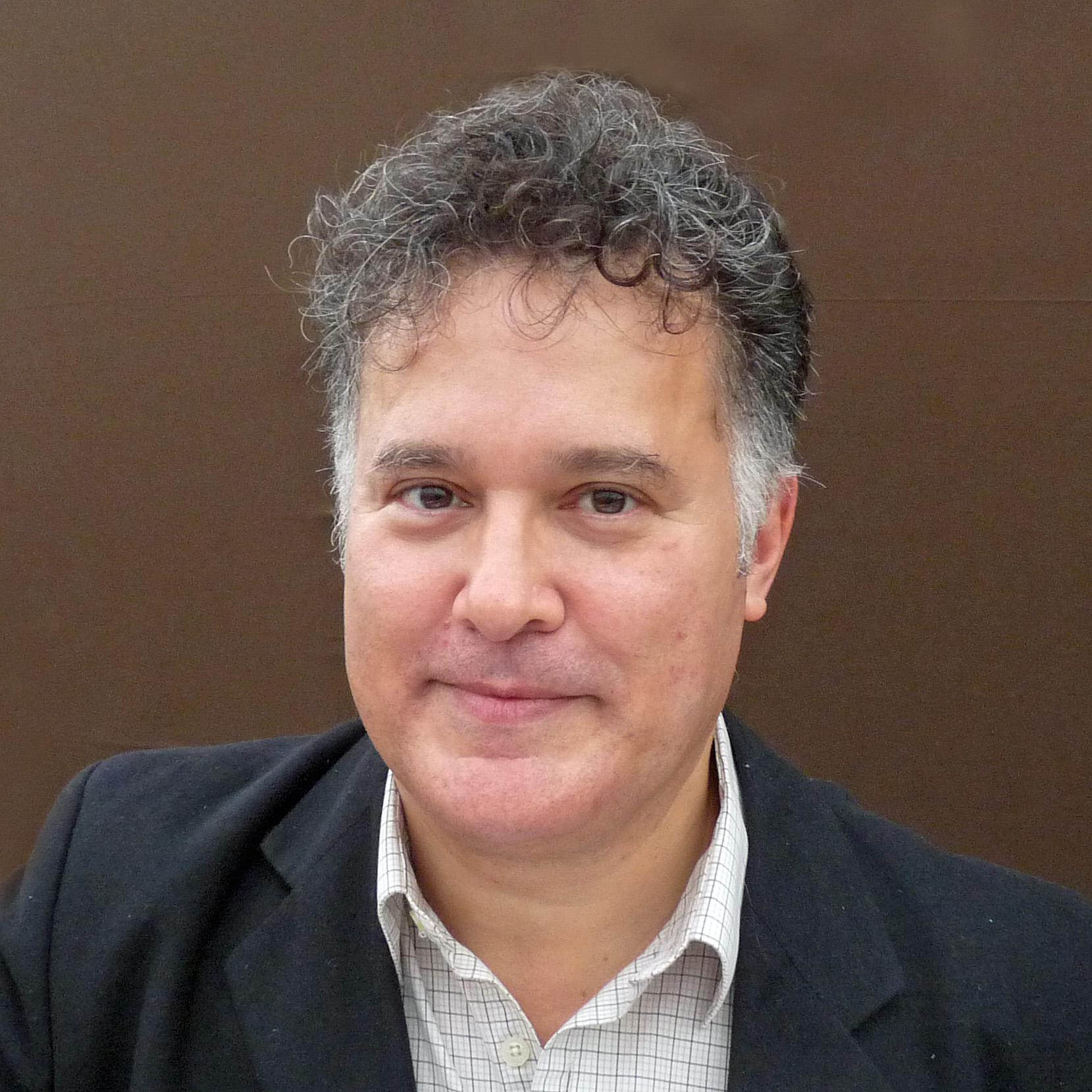
Fouad Laroui (1958-)

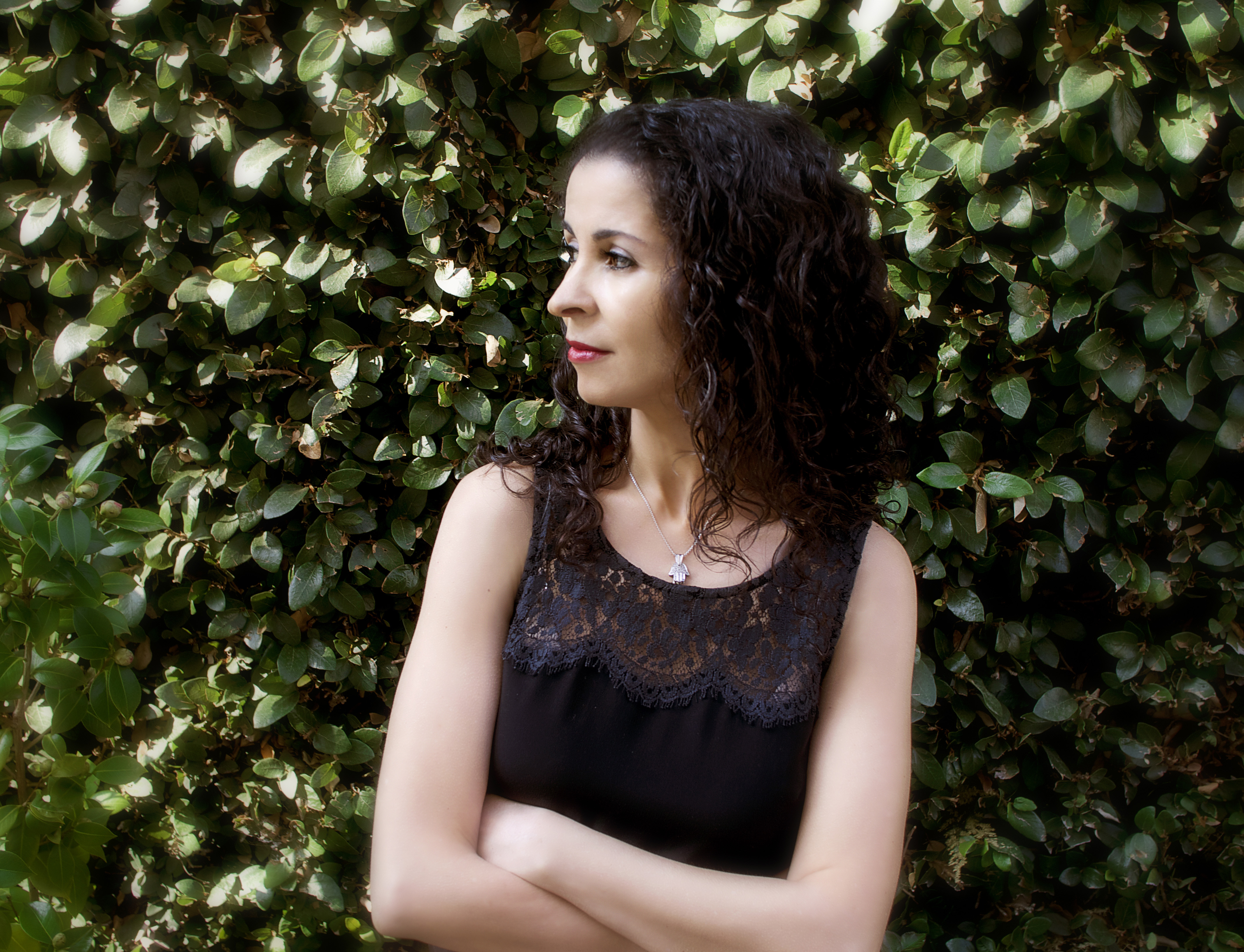
Laila Lalami (1968-)
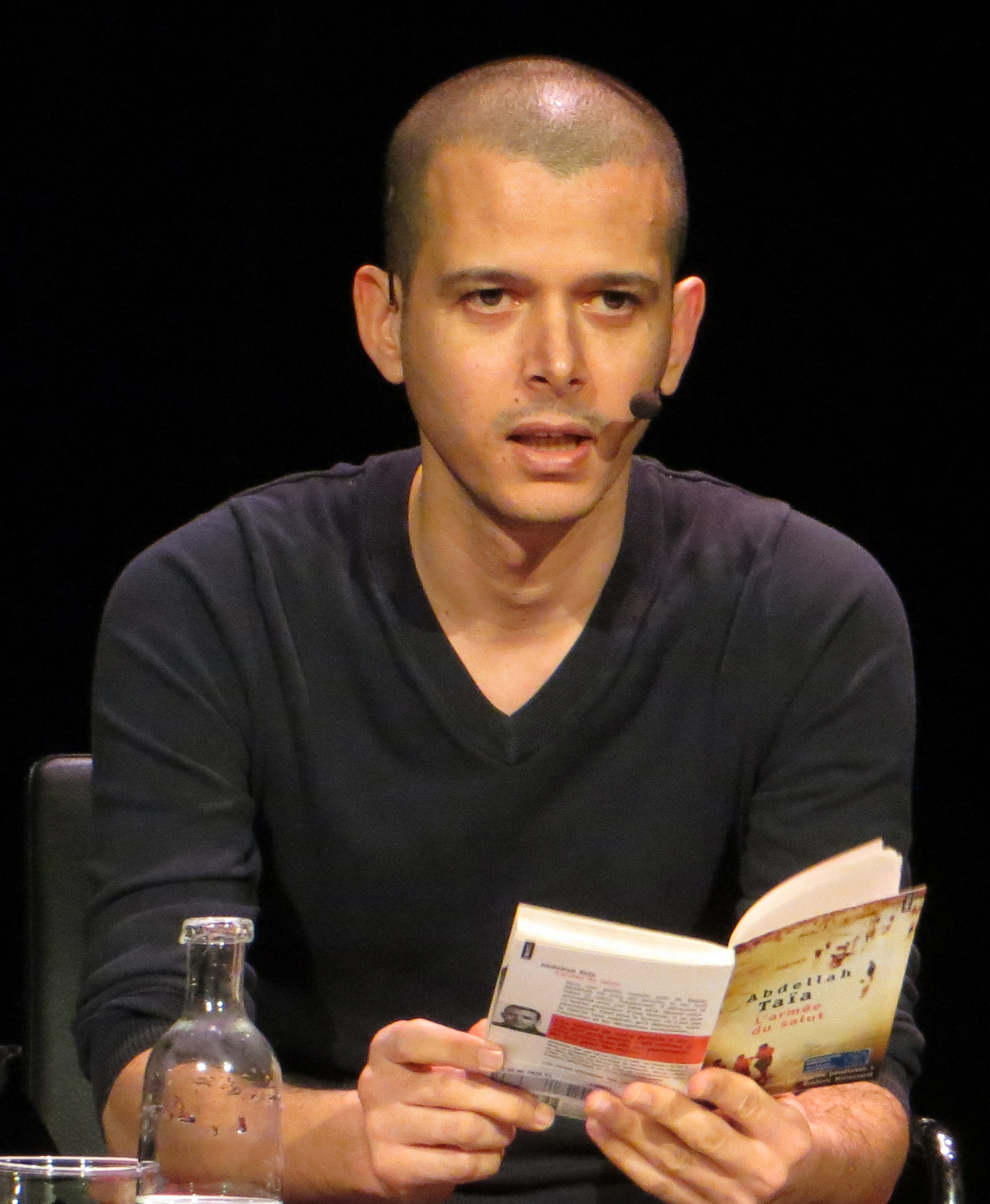
Abdellah Taïa (1973-)
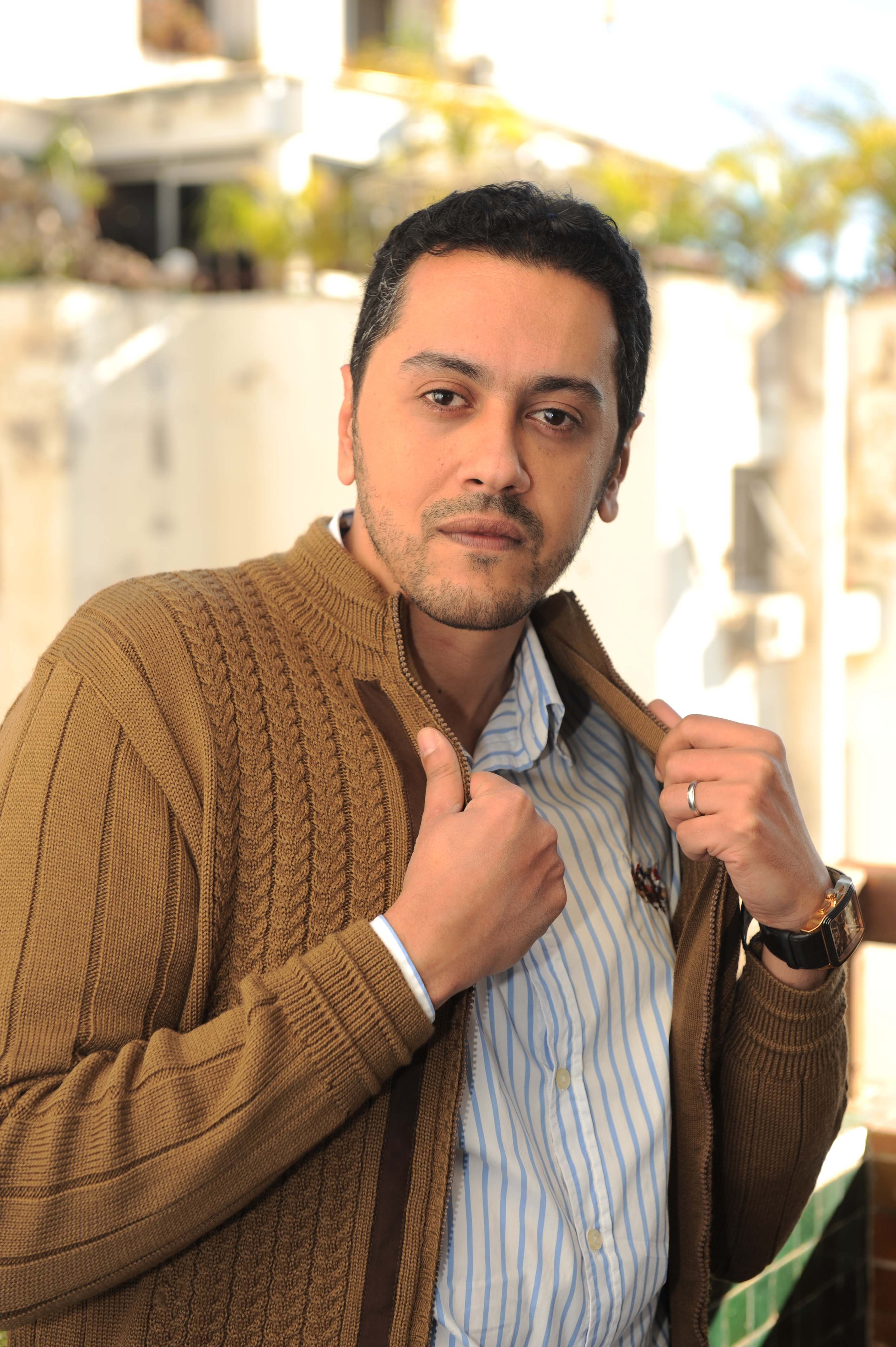
Réda Dalil (1978-)
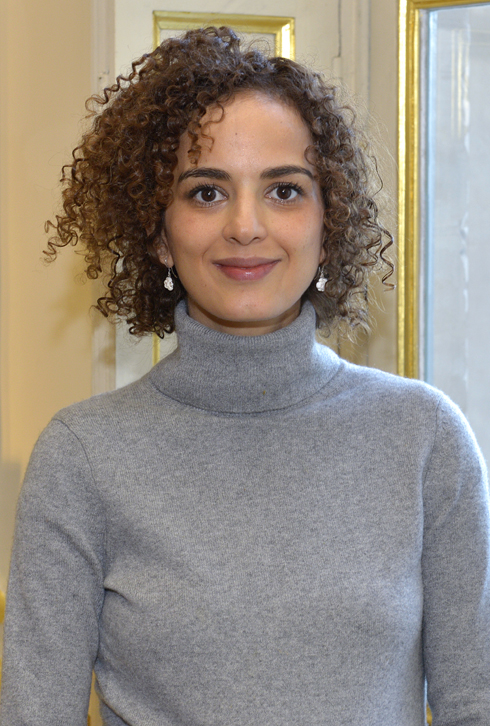
Leïla Slimani (1981-)

#### arabe classique
- Mohamed Choukri (1935-2003), romancier
- Mohamed Berrada (1938-), romancier, Le jeu de l’oubli, Pure éternité...
- Driss El Khouri (en) (1939-) (Ba Driss)[2], poète, nouvelliste, romancier, essayiste,
- Mohamed Zafzaf (1943-2001),
- Mohammed Bennis (1948-), poète, traducteur, essayiste,
- Mohamed Bentalha (1950-)[3], enseignant, poète,
- Mohammed Achaari (1951-), journaliste, poète, politique, nouvelliste,
- Abdallah Zrika (en) (1953-)[4],[5], poète, traduit en anglais et en français,
- Hassan Najmi (en) (1960-)[6], poète,
- Yassin Adnan (en) (1970-)[7], journaliste, poète, nouvelliste, romancier, Hot Maroc (2016),
- Abderrahim Elkhassar (en) (1975-), poète
- Mohammed Zelmati, en Belgique, auteur de deux recueils de nouvelles publiés au Maroc, Shubuhât saghîra (Petites incertitudes, 2001) et Zaman fâ’id min al-hâja (Un temps surabondant, 2009)
- Abdelmounem Chentouf, en Belgique, nouvelliste, Al-khurûj min al-sulâla (Sortir de la famille, 2009),
- Allal Bourqiyya, en Belgique, Abadiyya khâlisa (Pure éternité, 2009)

#### arabe marocain(darija)
- Abdallah Alwaddane (Abdellah EL Oudanne)[8],
- Mohamed Berrada (1938-),
- Mohamed Zafzaf (1943-2001),
- Youssef Fadel (1949-)[9], romancier, dramaturge, scénariste, metteur en scène,
- Ahmed Lemsyeh (en) (1950-), poète de zajal,
- Youssouf Amine Elalamy (1961-), Tqarqib Ennab (2005),
- Aziz Regragui, romancier...

#### berberechleuh
- Brahim Akhiat (1941-2018)
- Ali Azaykou (1942-2004)
- Hassan Id Belkassm (1950-)

#### berbère rifain
- Mohamed Mestaoui[10], auteur du premier recueil de poèmes imprimé en berbère Iskraf / Les chaînes (1975), Hadju au parlement (2005)…
- Mohamed Moncef Metoui (1943)[11]...
- Mohammed Mrabet (1936-), conteur...

#### espagnol
- Mohamed Ben azzouz Hakim, Voyage en Andalousie
- Mohamed Akalay
- Mohamed Sibari
- Mohamed Mamún Taha
- Mohamed Bouissef Rekab
- Mohamed Lahchiri
- Abderrahmán El Fathi
- Abdelatif Limami
- Mulay Ahmed El Gamoun
- Mohamed El Khoutabi
- Oubali Ahmed
- Sara Alaui
- Fatima Zohra Koui
- Abdeljalil Rusi El Hassani
- Mohamed Chakor
- Moussa Serfati
- Trina Mercader, revue al-Mu’tamid (1947)
- Mohamed Shaqqour
- Mohamed Bouissef Rekab
- Mohamed Sibari
- Mohamed Aqla’i
- Sa’id Jdidi

- Association des écrivains marocains en langue espagnole (es) (1997, AEMLE), puis NAEMLE (2014)

#### français
- Edmond Amran El Maleh (1917-2010), journaliste, enseignant, intellectuel, essayiste, Parcours immobile (1980), Mille ans, un jour, Aïlen ou la nuit du récit, Abner Abounour…
- Driss Chraïbi (1926-2007), romancier, Le Passé simple (1954), Les Boucs (1955)…
- Zaghloul Morsy (1933-2020), poète, romancier, D'un soleil réticent (1969)...
- Mohamed Berrada (écrivain) (1938-), romancier, critique littéraire, traducteur,
- Abdelkébir Khatibi (1938-2009), poète, nouvelliste, romancier, sociologue, essayiste, La Mémoire tatouée (1971)…
- Fatima Mernissi (1940-2015), universitaire, sociologue, féministe,
- Mohammed Khaïr-Eddine (1941-1995), poète, romancier,
- Abdellatif Laâbi (1942-), poète, traducteur, écrivain,
- Mostafa Nissaboury (1943-), poète, La Mille et Deuxième Nuit (1975), Approche du désertique (1999)
- Tahar Ben Jelloun (1947-), journaliste, romancier, poète, essayiste, La Nuit sacrée (1987)…
- David Bensoussan (1947-), électronicien, automaticien, essayiste, canadien,
- Jalil Bennani (1948-), psychiatre, psychanalyste, essayiste,
- Issa Aït Belize (1954-)[12], de Liège, La chronique du pou vert (2001), Nounja, à la folie... (2003)…
- Abdelouahid Bennani (1958-), poète, Air Aphone (2006), Derrière les murs de la Kasbah (2007),
- Rajae Benchemsi (1958-), Fracture du désir (1999), La controverse des temps (2006)…
- Youssouf Amine Elalamy (1961-), Un marocain à New York (1998), Les Clandestins (2000)…
- Siham Bouhlal (1966-)[13], historienne, médiéviste, poétesse, romancière, Et ton absence se fera chair (2015), Songes d’une nuit berbère, Mort à vif, Étreintes…
- Yasmine Chami (1966-), Cérémonie (1999), Casablanca circus (2023)...
- Mohamed Hmoudane (1968-)[14], Ascension d'un fragment nu en chute (1992), French Dream…
- Éliette Abécassis (1969-), scénariste, réalisatrice, romancière, Qumran' (1996)...
- Rachida Lamrabet (1970-), avocate, cinéaste, romancière, belge, Terre de femmes
- Rachid Benzine (1971-), islamologue, politologue, enseignant, romancier, Les silences des pères (2023)
- Abdellah Taïa (1973-), cinéaste, nouvelliste, romancier, Mon Maroc (2001), Lettres à un jeune marocain (2009), Le Jour du roi (2010), La Vie lente (2019)...
- Réda Dalil (1978-), journaliste, romancier, Le Job (2014),
- Leïla Slimani (1981), romancière, autobiographe, Dans le jardin de l'ogre (2014), Chanson douce (2016), Le Parfum des fleurs la nuit (2021), Regardez-nous danser (2022)...
- Poésie en Belgique : Ghubari Al Houari, Said Ounous, Taha Adnan…
- Contes : Mohammed Mrabet (1936-), Halima Hamdane (1950-), Ahmed Bouzzine...
- Canada : Kamal Benkirane, Najib Redouane...

#### anglais
- Leila Abouzeid (1950-), journaliste, romancière,
- Abdelilah Graïn (1960 ?), romancier, Récolte amère, Quand le jour se lève (2003)  (ISBN 978-2748006537),
- Laila Lalami (1968-), universitaire, romancière, Le fils secret,
- Najat el Hachmi (en) (1979-), romancière, Moi aussi, je suis catalane, Le dernier Patriarche...

#### néerlandais
- Mohammed Benzakour (en) (1972-), journaliste, poète, essayiste, romancier, Yemma (2013),
- Abdelkader Benali (1975-), présentateur, journaliste, poète, romancier,
- Saïd el- Haji (1976-), romancier, Les jours de Shaytan (2004),
- Fikry Elazzouzi, Naima Albdiouni, Nadia Dala…

#### allemand
- Noureddine Belhouari, romancier, L’étrangère

### XXIesiècle
- Hip-hop marocain
- Rappeurs marocains
- Blogueurs marocains
- Influenceurs marocains
- Humoristes marocains
- Bladi bladna, prix littéraire pour une œuvre en prose en arabe dialectal marocain

## Auteurs
- Écrivains marocains, Liste alphabétique d'écrivains marocains, Liste d'écrivains marocains par siècle
  - Poètes marocains
  - Dramaturges marocains
  - Conteurs marocains, Mohammed Mrabet (1936-), Ahmed Bouzzine, Halima Hamdane (1950-)
  - Philosophes marocains
- Union des écrivains du Maroc

## Œuvres
- Conte populaire au Maroc, Contes de Joujouka (1975)
- Romans marocains
- Presse au Maroc
- Musique marocaine (dont une partie chantée)

## Théâtre
- Théâtre au Maroc (ébauche)
- Liste des salles de théâtre au Maroc
- Dramaturges marocains
- Metteurs en scène marocains
- Acteurs marocains de théâtre
- Actrices marocaines de théâtre
- Théâtre marocain (catégorie)

## Institutions
- Conseil national des langues et de la culture marocaine (2011)
- Liste du patrimoine culturel immatériel de l'humanité au Maroc

### Berbère
Les langues berbères parlées au Maroc sont principalement le chleuh (tachelhit), le tamazight et le rifain (tarifecht).
Le tachelhit est connu pour sa riche littérature orale. La littérature écrite, en caractères arabes, apparaît à partir de la deuxième moitié du XIVe siècle. Muhammad Awzal (1680-1749) est le poète le plus prolifique de la tradition littéraire tachelhit : littérature chleuh (en)
L’Institut royal de la culture amazighe (2001) définit l’amazighe standard marocain, langue officielle (2011), enseignée dans les écoles du Maroc (2019), à écriture en néo-tifinagh.

### Archives et bibliothèques
- Archives du Maroc (en) [15]
- Bibliothèque nationale du royaume du Maroc
- Bibliothèques au Maroc
- Chaque zaouïa de tariqa (confrérie soufie) possède sa bibliothèque de textes religieux, souvent originaux.

### Édition
- Maisons d'édition marocaines

### Festivals littéraires
- Salon international de l'édition et du livre (1994, SIEL) (Foire Internationale du Livre de Casablanca)
- Arts in Marrakech (AiM) International Biennale (en)

### Prix littéraires
Parmi les prix littéraires : Prix du Maroc du livre, Prix Grand Atlas, Prix de La Mamounia (de), Prix Mohamed Brahim Bouallou (en), Prix Tchicaya U Tam'si pour la poésie africaine
- Prix international du roman arabe
- Prix Katara du roman arabe
- Prix Cheikh Zayed du livre
- Bladi bladna, prix littéraire pour une œuvre en prose en arabe dialectal marocain

### Revues
Parmi les revues littéraires ou culturelles :
- Aguedal (1936-1940 / 1943-1944) (Rabat)
- Les Poètes et la Tradition (1934-1938)
- Confluent(1956-1967)[16]
- Afâq (1963-2010)[17]
- Souffles (1966-1973)
- Lamalif (1966-1988)[18]
- Barbare (1967-1980) (Fès)[19]
- Intégral (1971-1977)
- Électron Libre (2005, Rabat, éditions Marsam)[20]
- Langues et Littératures[21], Faculté des Lettres et des Sciences Humaines, Université Mohammed V de Rabat, Maroc